# ردیف سازی موسیقی سنتی ایران
ردیف سازی موسیقی سنتی ایران عنوان کتابی است که در آن ردیف میرزا عبدالله به روایت نورعلی برومند توسط ژان دورینگ نت‌نویسی و منتشر شده‌است. این کتاب نخست به زبان فرانسوی به چاپ رسید و در سال ۱۳۷۰ با ترجمهٔ پیروز سیار به زبان فارسی٬ توسط انتشارات سروش منتشر شد.

## تاریخچه
کتاب «ردیف سازی موسیقی سنتی ایران»، آوانویسی روایتی از ردیف میرزا عبدالله است که مرکز حفظ و اشاعهٔ موسیقی، که سازمانی وابسته به رادیو تلویزیون ملی ایران بوده‌است٬ در سال ۱۳۵۰ از نورعلی برومند ضبط کرده‌است. طبق گفتهٔ نورعلی برومند، ردیفی که او ضبط کرده و طی سال‌ها در دانشگاه تهران تدریس کرده‌است، ردیف اصلی میرزا عبدالله بوده و روایت کامل آن بدون اضافات و تغییرات است. این ردیف توسط اسماعیل قهرمانی که از شاگردان میرزا عبدالله بود منتقل شد. او هربار که دستگاهی را می‌نواخت، دقیقاً همان نغمه‌ها را با همان انگشت‌گذاری‌ها و همان زخمه‌ها بدون کوچکترین تغییری تکرار می‌کرد. نورعلی برومند در طول ۱۲ سال هفته‌ای ۲ درس از او فراگرفت.
ژان دورینگ که بین سال‌های ۱۳۵۰ تا ۱۳۶۰ در ایران اقامت داشت به مرور این مجموعه را آوا نویسی و با مقدمه به زبان فرانسوی منتشر کرد. این کتاب برای نخستین بار در ایران، در سال ۱۳۷۰ توسط پیروز سیار ترجمه و توسط انتشارات سروش منتشر شد و در زمان کوتاهی همهٔ نسخه‌های کتاب به فروش رفت و پس از آن علاقه‌مندان آن را به صورت فتوکپی تهیه می‌کردند. چاپ دوم این اثر در سال ۱۳۷۴ توسط انتشارات سروش و پس از آن، چاپ و ویراستهای بعدی توسط مؤسسه فرهنگی هنری ماهور انجام شده‌است.

## پدیدآورندگان
میرزا عبدالله فراهانی (زادهٔ ۱۲۲۲ ه‍. خ در شیراز – در گذشتهٔ ۱۲۹۷)، موسیقی‌دان برجستهٔ موسیقی ایرانی و نوازندهٔ سه‌تار و تار بود. او از چهره‌های تأثیرگذار در موسیقی ایران بود و ردیف موسیقی ایرانی را به نظم درآورد. میرزا عبدالله، فرزند آقاعلی‌اکبر، نوازندهٔ تار دوران ناصرالدین‌شاه و پدر احمد عبادی نوازندهٔ نامدار سه‌تار بود. وی را تنظیم کنندهٔ مجموعهٔ گوشه‌ها بر اساس تناسب مقامی در دوازده دستگاه و آواز، و گروه‌بندی به صورت هفت دستگاه و پنج آواز می‌دانند. ابتکار ساختن برخی قطعات ضربی از اوست که در قطعات مجلسی توأم با آواز پس از اجرای چند گوشه، برای تنوع قطعه ضربی می‌نواخت. وی در سال ۱۲۹۷ در سن ۷۵ سالگی در تهران درگذشت.
نورعلی برومند (زادهٔ ۱۲۸۵ه‍.خ در تهران – درگذشتهٔ ۳۰ دی ۱۳۵۵) موسیقی‌دان و نوازندهٔ تار، سه‌تار، سنتور، تمبک و کارشناس آواز بود. او آموزش تار را از ۱۳ سالگی نزد درویش خان آغاز کرد و ردیف مقدماتی درویش‌خان را در سه سال فرا گرفت. وی در سن ۱۸ سالگی برای تحصیل به برلین رفت. در این سفر سه‌تاری را که روشنک می‌نامید همراه خود برد، تا بتواند به تمرین‌های خویش ادامه دهد. او در برلین ضمن تحصیل دورهٔ متوسطه به کنسرت‌ها می‌رفت و کم‌کم به موسیقی غربی هم علاقه‌مند شد و پیانو آموخت. پس از بازگشت به ایران در ۲۲ سالگی، آموختن نت‌نویسی و ردیف را نزد موسی معروفی ادامه داد. پس از یک سال، دوباره به آلمان رفت و به تحصیل در رشتهٔ پزشکی پرداخت. پس از ۶ سال، به بیماری چشم مبتلا شد و برای درمان به سوییس رفت و سپس در سال ۱۳۱۴ به ایران بازگشت و مابقی عمر خود را در تهران و در محله امیریه سپری کرد. وی از آن زمان تا آخر عمر نابینا شد. او آموختن تار، سه تار و سنتور و ردیف موسیقی ایرانی را نزد حبیب سماعی، موسی معروفی و اسماعیل قهرمانی فرا گرفت. در سال ۱۳۴۴ هم‌زمان با راه اندازی رشتهٔ موسیقی در دانشکده هنرهای زیبای دانشگاه تهران، توسّط مهدی برکشلی به عنوان استاد ردیف دعوت به کار شد و آموزش آکادمیک موسیقی ایرانی را در آن دانشکده آغاز کرد و در سال ۱۳۵۳ بازنشسته شد. در میانه دههٔ ۵۰ و با تأسیس مرکز حفظ و اشاعهٔ موسیقی ایران تدریس در این مرکز را نیز آغاز کرد. از شاگردان او می‌توان به: اکبر گلپایگانی، محمدرضا شجریان، پریسا، پرویز مشکاتیان، حسین علیزاده، محمدرضا لطفی، فرخ مظهری، داریوش طلایی، مجید کیانی، جلال ذوالفنون،  شهرام ناظری، ناصر فرهنگ‌فر و رضوی سروستانی اشاره نمود. نورعلی برومند، ردیف میرزا عبدالله را بر اساس روایت اسماعیل قهرمانی دو بار ضبط نموده‌است. همچنین ردیف آوازی روایت وی بر اساس روایت سیدحسین طاهرزاده است. شیوهٔ اجرای برومند در سه‌تار و تار برگرفته از مکتب درویش خان و شیوهٔ اجرای برومند در سنتور برگرفته از مکتب سنتور نوازی قدیم(حبیب سماعی) است. وی در ۳۰ دی ۱۳۵۵ درگذشت و در قبرستان ظهیرالدوله به خاک سپرده شد.
ژان دورینگ (زاده ۱۹۴۷ میلادی)، موسیقی‌دان و خاورشناس فرانسوی، مدیر تحقیقات در مرکز ملی تحقیقات در دانشگاه سوربن، نماینده انجمن فرانسوی موسیقی ملل و استاد دانشگاه استراسبورگ است. او نویسندهٔ چند اثر دربارهٔ موسیقی ایرانی، مقام‌های آذربایجان، تصوف و موسیقی و مقاله‌های بسیاری برای مجله‌های تخصصی و دائرةالمعارف‌ها است. وی از سال ۱۳۵۰ تا ۱۳۶۰ در ایران اقامت داشت و نواختن تار، سه‌تار و تنبور را آموخت. او در سال ۱۳۵۷ در آزمون باربد، برندهٔ جایزه سه‌تار نوازی شد. از استادان او در موسیقی ایرانی می‌توان به هنرمندانی نظیر: علی اکبر خان شهنازی، نورعلی برومند، داریوش صفوت، یوسف فروتن، سعید هرمزی و احمد عبادی اشاره نمود.

## محتوا
کتاب «ردیف سازی موسیقی سنتی ایران» شامل بخش‌های زیر است:
مقدمه، ردیف سنتی، نگرش تاریخی، تهیهٔ ردیف، سازماندهی ردیف، نگهداری ردیف‌ها، ردیف میرزا عبدالله، ردیف به عنوان روش، کاستی‌های ردیف، جنبه‌های فنی و زیبایی شناختی، فاصله‌ها، دوازده دشتگاه و آواز، چند مشخصهٔ زیبایی شناختی ردیف، وزن، فن تزئین، تأکیدها، زینت، آوانویسی، کتابنامه و منابع، پیوست: اندازه‌های فاصله‌ها، فهرست نشانه‌ها، فهرست نت‌نویس‌ها (شامل ۲۴۹ گوشه از ۷ دستگاه و ۵ آواز موسیقی ایرانی)

## آلبوم صوتی
آلبوم صوتی «ردیف میرزا عبدالله (به روایت و اجرای تار نورعلی برومند)» در سال ۱۳۸۵ توسط مؤسسه فرهنگی هنری ماهور منتشر شد.